# Saint-Honoré-de-Témiscouata
Saint-Honoré-de-Témiscouata es un municipio canadiense situado en la provincia de Quebec.

## Superficie
Saint-Honoré-de-Témiscouata tiene una superficie de 262,97 km².

## Demografía
En 2021, tenía 763 habitantes, una densidad poblacional de 2,9 hab./km², y 356 viviendas.